# Wolfgang Hamm

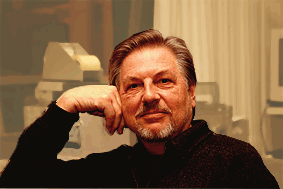
Wolfgang Hamm

Wolfgang Hamm (* 17. Juli 1944 in Ravensburg; † 26. Dezember 2022 in Perugia, Italien) war ein deutscher Komponist, Autor und Musikproduzent.

## Leben
Wolfgang Hamm studierte an der Musikhochschule Stuttgart Komposition bei Prof. Erhard Karkoschka Klavier und Geige, später Musikwissenschaft, Soziologie und Kulturwissenschaften an der Universität Tübingen.
Wolfgang Hamm gründete das „Ensemble Neue Musik Tübingen“ und des „Studio für Neue Musik Tübingen“. Er komponierte für Jazz- und Neue Musik-Ensembles sowie Bühnenmusik am Zimmertheater Tübingen.
1969 wurde das Multimediastück HörenSchaltenSehen am Staatstheater Stuttgart uraufgeführt, das er zusammen mit Andreas Bodenhöfer geschrieben hatte.
In Köln belegte er einen Kompositionskurs bei Mauricio Kagel zum Thema Bild und Ton.
Ab 1974 wirkte Wolfgang Hamm als Komponist, Musikproduzent und Autor in Köln.
Er baute das Independent-Label Eigelstein Musikproduktion auf und leitete es, diverse Schallplatten (u. a. BAP, Goebbels/Harth, Cassiber, Juan José Mosalini, Yarinistan) wurden von ihm produziert.
Für das alternative Kölner Blasorchester Dicke Luft wurden Kompositionen und Arrangements erstellt, sowie Straßenaktionen, Konzert- und Festivalauftritte im In- und Ausland, 1985 LP Halb so wild - wie schlimm! 1986 LP „Lyrics“.
Ab 1984 hatte Wolfgang Hamm ein eigenes Studio. Er wendete sich verstärkt der außereuropäischen Musik, zum Film und zu insgesamt ca. 40 Filmmusiken zu. Regelmäßig erstellte er Hörfunksendungen über außereuropäische und Weltmusik (u. a. für WDR, SWR, HR, BR).
1987 wurde das Anti-Apartheid-Stück Sie werden kommen in der Grugahalle in Essen uraufgeführt. Die Partitur mit Text von Breyten Breytenbach umfasste 35 Bläser, 10 afrikanische Perkussionisten, Tenorsaxophon, Posaune und Sprecher.
1988 wurde die LP doss pintele yid mit Geula Gal-Ed (Israel) und dem Cologne Klezmer Project (Jiddische Lieder in Arrangements von Ben Goldberg (USA) und Wolfgang Hamm) produziert.
1989/90 wurde Musik zu Les Vampires (Stummfilmserie von Louis Feuillade, Frankreich 1918/19) komponiert, 1990 wurde die Serie im WDR gezeigt.
Ab 1990 erstellte Wolfgang Hamm Musikaufnahmen und Filmprojekte in Namibia, Simbabwe, Guinea und Gambia, Tuwa (Zentralasien) und auf Bali.
1994 bekam er den Preis der Deutschen Schallplattenkritik für die Produktion der CD Chöömej - Throatsinging from the Center of Asia (WorldNetwork).

## Dokumentarfilme / CDs (Auswahl)
- 1992: Die Barden Westafrikas (WDR)
- 1993: Die Kunst der Griots (ZDF/arte)
- 1994: Die Kora spricht (ZDF/arte)
- 1995: Aufnahmeprojekt Musik in Bali für den WDR (Redaktion Musikkulturen). Produktion der CD „Bali - A Suite of Tropical Music and Sounds“ (WorldNetwork).
- 1996: Musiktheaterstück Eine innere Mongolei (Kompositionsauftrag von Musik der Jahrhunderte, Stuttgart), Uraufführung in Köln und Stuttgart.
- 1996/1997: Geheimnisse des Chöömej - Stimmen aus Tuva (WDR/3sat)
- 2000: Veröffentlichung der CD Nicht verzeichnete Fluchtbewegungen (Traurige Tropen) mit eigenen Kompositionen.

## Hörspiele und Radiokompositionen (Auswahl)
- 1987: Moskau - Ein Hörstück
- 1991: Eine innere Mongolei
- 1993: Sigmar Schollak: Kallosch oder Moishe hab ka Moire nicht (Komposition) - Regie: Hein Bruehl (Original-Hörspiel – WDR/MDR)
- 1998: Bali Soundscape (WDR)
- 2001: Sibirien.Radiophonie (WDR)
- 2001: Czernowitz und Bukowina - Klänge aus einer versunkenen Welt (WDR)
- 2002: Rose Ausländer: Ausländer. Stimmen Nach Texten der Autorin (Komposition und Regie) (Ars acustica – SWR, DLF, RBB, NDR)
- 2003: Giuseppe Genna: Im Namen von Ismael (3 Teile) (Komposition) – Bearbeitung und Regie: Fabian von Freier (Hörspielbearbeitung – WDR)
- 2004: Paul Auster: Leviathan (2 Teile) (Komposition) - Regie: Martin Zylka (Hörspielbearbeitung – WDR)
- 2008: Wolfgang Hamm: Magische Momente (auch Komposition und Realisation) (Ars acustica – WDR/Deutschlandradio)

Quelle: ARD-Hörspieldatenbank und Homepage von Wolfgang Hamm